# L.E.G.I.O.N.
L.E.G.I.O.N. var en science fiction-serie från DC Comics om en polisstyrka i en annan galax. Serien och tidningen var en avläggare till crossovern Invasion! och skapades, som så många andra DC-serier vid den här tiden, av Keith Giffen (här med hjälp av Alan Grant och Barry Kitson).

## Handling
När den utomjordiska alliansen invaderade Jorden passade de även på att rensa ut "samhällsfarliga" individer från de egna planeterna. En sådan grupp flydde under ledning av Vril Dox från fängelset Starlag till Dox' hemplanet Colu, där han utnyttjade de andra för att störta de onda Datatyrannerna. Vril Dox meddelade sedan sin avsikt att skapa en intergalaktisk privat polisstyrka vars skydd man abonnerar på. Ättlingar till medlemmarna i L.E.G.I.O.N. kommer långt fram i framtiden att vara med i Rymdens hjältar (Legion of Super-Heroes).

## Tidningens titel
Tidningen hette L.E.G.I.O.N. '89 när den hade premiär 1989, och L.E.G.I.O.N. '94 när den lades ner 70 nummer senare. Tidningen bytte alltså namn varje nytt år! Denna namngivningskonvention övertogs av uppföljartiteln R.E.B.E.L.S. '94, som lades ner i och med R.E.B.E.L.S. '96 nr 17.

## Svensk utgivning
I Sverige fanns under en kort tid serietidningen L.E.G.I.O.N. & Lobo utgiven i endast 3 nummer på Epix förlag.